# Почтомат

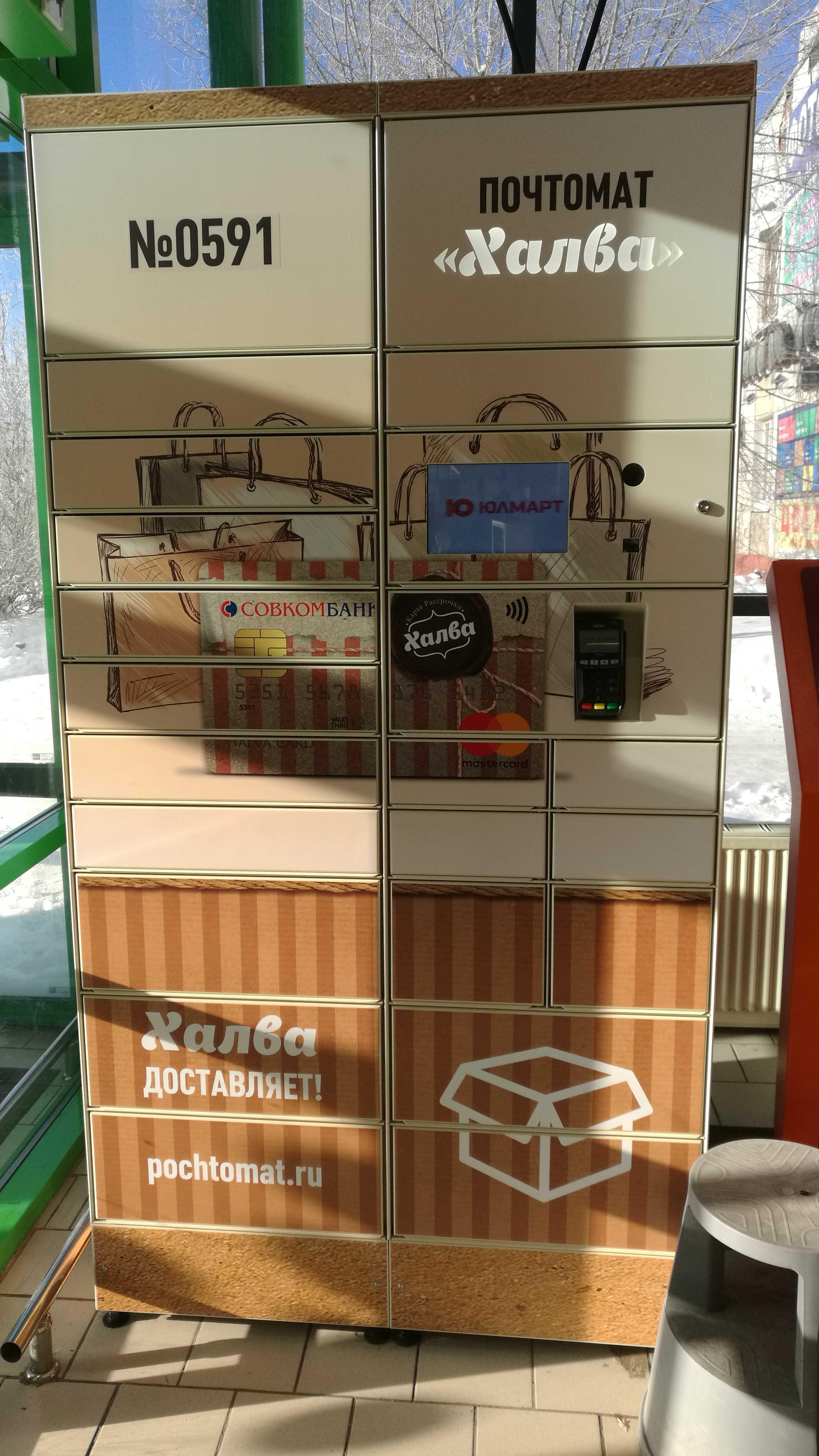
Почтомат «Халва» в универсаме «Пятёрочка», Тюмень

Почтома́т (постама́т, автоматизированная почтовая станция) — автоматизированная станция приёма и выдачи малогабаритных отправлений (заказов интернет-магазинов и компаний дистанционной торговли, пакетов документов и корреспонденции, посылок и др.). Почтоматы, как правило, устанавливаются возле продуктовых магазинов, станций метро, высотных жилых комплексов, офисных центров, и даже в подъездах жилых домов, что минимизирует расстояние до точки выдачи для максимально широкого круга потребителей.
Почтомат представляет собой терминал с ячейками разных размеров. Распространены три варианта открытия двери нужной ячейки для получения или отправки:
- при вводе кода на панели почтомата;
- при передаче почтомату кода из приложения на смартфоне через Bluetooth или Wi-Fi;
- при использовании персональной карты или RFID-ключа.

Как правило, тариф одинаков для посылки с выдачей/приёмкой в стационарном отделении или через почтомат. Но иногда для почтоматов могут устанавливаться пониженные тарифы (например, при отправке через почтомат в выходные и праздничные дни).

## В России

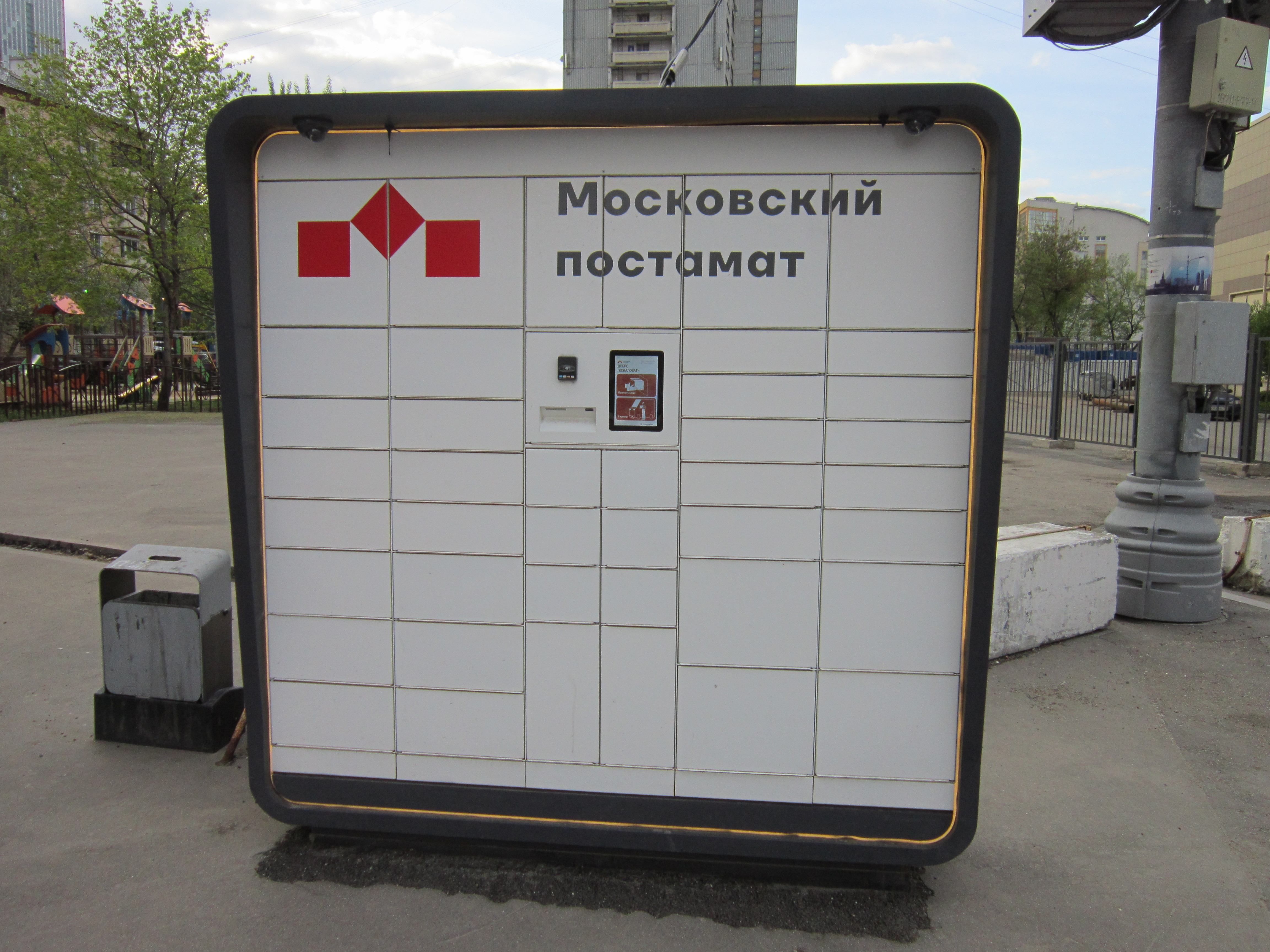
Почтомат проекта города Москвы «Московский постамат» в 1-м Красногвардейском проезде

Автоматизированные почтовые станции появились в России в конце 2010 года — их установила компания PickPoint.
В 2014 году в вестибюле станции метро «Текстильщики» начал работу виртуальный магазин и почтомат.
В августе 2021 года Почта России запустила собственные почтоматы в торгово-розничных сетях, бизнес-центрах, на заправочных станциях, объектах транспортной инфраструктуры, клиентских центрах «Почта Банка» и в отделениях Почты. Всего установлено около 7,5 тыс. почтоматов. Почтоматы также появились на различных станциях московского метрополитена. Помимо собственных почтоматов, компания также стала выдавать заказы через почтоматы партнёров, среди которых — «Халва» и Teleport.
В октябре 2021 года завод холодильного оборудования Polair представил модель почтомата с холодильными ячейками под замороженные и охлаждённые продукты — «продуктомат».
В апреле 2022 года Почта России начала тестировать полностью автономные почтоматы в подъездах жилых домов; таким почтоматам не требуется подключения к электросети и интернету, открытие ячейки происходит по одноразовому коду из SMS. В итоге проект был признан неэффективным.
Впрочем, развитие почтоматов в России продолжается. Так, в ряде регионов России МФЦ предлагают услугу выдачи готовых документов через почтоматы (но не для всех видов документов).

## В Германии

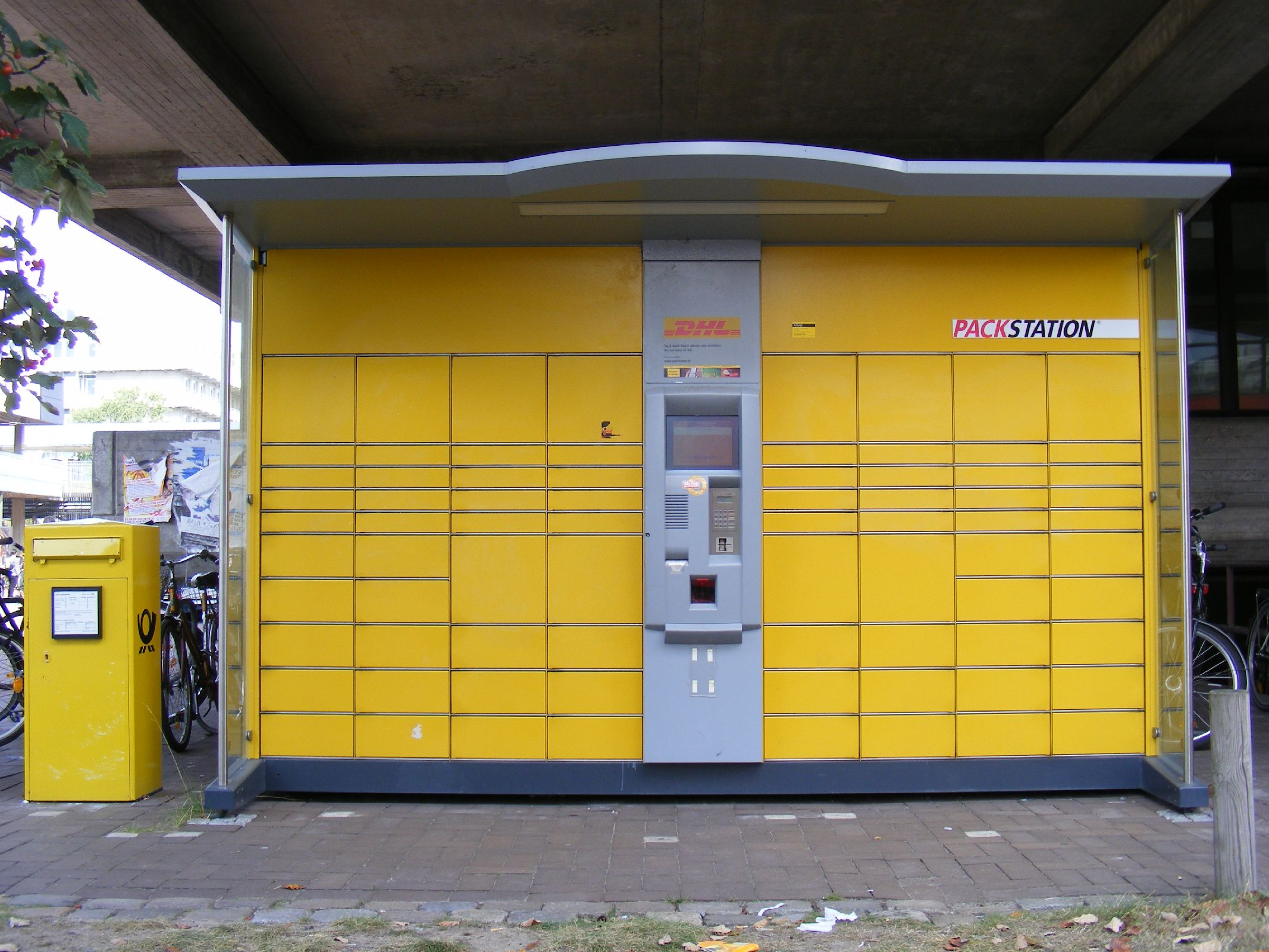
Автоматизированная почтовая станция DHL Packstation в Бремене, Германия

Круглосуточные автоматизированные пункты приёма и отправки посылок известны в Германии под названием Packstation («пакетная станция»). Разработкой концепта занимается курьерская служба DHL, дочернее предприятие немецкого концерна Deutsche Post AG. Пилотные версии были испытаны в немецких городах Дортмунде и Майнце в 2001 году. На август 2023 года на территории Германии размещено более 12000 «пакетных станций», услугами Packstation пользуются более двух миллионов человек.

## Функциональные возможности
Почтоматы позволяют получать и отправлять посылки круглосуточно в любой день недели. Для использования сервиса необходимо быть зарегистрированным в соответствующей службе доставки или в торговой сети. После поступления посылки в ячейку код для её открытия (Одноразовый пароль) приходит на мобильный телефон получателя. Службы доставки, в почтоматах которых нет терминалов для ввода кода, направляют код открытия через Интернет в свои мобильные приложения, которые потом передают его почтомату через Bluetooth или Wi-Fi.

## Получение посылки
При оформлении доставки обычно есть выбор между доставкой на дом, в отделение службы доставки или в почтомат. В последнем случае потребуется указать город и номер терминала. Когда посылку положат в ячейку почтомата, получателю направляется уведомление о её местонахождении и необходимый для её получения одноразовый пароль (если почтоматы не имеют панели ввода кода, то код будет внутренней информацией и скрыт приложением от внешнего наблюдателя). Забрать посылку можно в течение ограниченного количества рабочих дней (от 3 до 10), по истечении которых посылка может быть передана в ближайшее стационарное отделение или возвращена отправителю (зависит от условий и правил службы доставки). В случае неисправности станции или отсутствия свободных ячеек нужного размера посылка перенаправляется в стационарное отделение или другой почтомат, о чём клиент дополнительно уведомляется.

## Отправка посылки
Возможность отправки через почтомат зависит исключительно от правил соответствующей службы доставки. Если такая процедура предусмотрена, то обычно она предусматривает ряд действий:
- В приложении службы создаётся новая операция доставки, в которой указывается отправитель, номер почтомата отправки, получатель, адрес доставки, характер груза, габариты, оценочная стоимость (страховая сумма).
- На основе введённых данных проверяется наличие в указанном почтомате свободных ячеек подходящего размера и рассчитывается стоимость услуги, которую надо оплатить.
- После оплаты, отправитель получает код для открытия ячейки или уведомление о готовности принять посылку для почтоматов, работающих без терминалов ввода (код открытия будет внутри мобильного приложения).
- У почтомата отправитель вводит код открытия или отдаёт соответствующую команду в приложении. После открытия двери в ячейку помещают посылку и захлопывают дверь.

Так как отправка через почтомат не контролируется сотрудником службы доставки, отправитель должен сам позаботиться о надлежащей упаковке и маркировке.